# NewsNation
« WGN America » redirige ici. Pour la station WGN de Chicago, voir WGN-TV.
NewsNation (anciennement WGN America) est une chaîne de télévision spécialisée américaine lancée en 1978 et appartenant à Nexstar Media Group. Basée à Chicago, elle diffuse de l'information en continu durant les heures de pointe, ainsi que des émissions de divertissement.
À l'origine, WGN America diffusait la majorité des programmes de la station de télévision de Chicago WGN-TV, et constitue à ce titre la superstation de celle-ci, soit le diffuseur à échelle nationale d'une station de télévision locale. Propriété de Tribune Broadcasting, division audiovisuelle du groupe de médias Tribune Company, elle constituait l'un de ses principaux actifs, aux côtés du quotidien le Chicago Tribune, de la chaîne CLTV et de la station de radio WGN (720 AM).

## Histoire

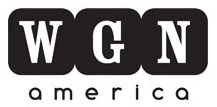
Ancien logo de la chaine.

En novembre 1978, la station indépendante WGN-TV de Chicago est disponible sur le satellite Satcom-3 pour les abonnés américains du câble et satellite. En 1989, la FCC adopte un règlement SyndEx, donnant l'exclusivité de programmation aux stations locales de chaque marché. Conséquemment, le 1er janvier 1990, le signal satellite de WGN est opéré indépendamment du signal local de Chicago afin d'éviter les blackouts tout en permettant de diffuser à l'échelle nationale des matchs des équipes sportives de Chicago.
À partir de janvier 1995, WGN s'affilie au réseau The WB, devenant de-facto un affilié national en rendant la programmation du réseau accessible aux nombreux marchés sans affilié et donnant un avantage sur le réseau rival UPN, dont l'affilié WWOR-TV de New York, aussi accessible par satellite, ne diffusait pas la programmation du réseau au niveau national.
Le 7 octobre 1999, la programmation de The WB a cessé d'être diffusée sur le signal national à la demande du réseau, considérant qu'il y a suffisamment d'affiliés pour rendre le service national, ainsi qu'un an après le début du programme The WB 100+ Station Group, service qui distribue la programmation du réseau par câble dans les petits marchés.
La chaîne commence à s'identifier sous le nom WGN Superstation en 2001, puis WGN America en 2008.
Au Canada, seul WGN-TV Chicago est autorisé pour distribution depuis 1985, mais c'est WGN America qui était distribué en tant que Superstation chez la plupart des fournisseurs, et ce jusqu'au 17 janvier 2007, lorsque l'importateur, Shaw Broadcast Services, a changé la source pour la station locale WGN-TV, hypothétiquement afin d'éviter de payer des redevances d'abonnement pour WGN America. Par contre, certains fournisseurs tels que Cogeco, Vidéotron et MTS ont continué de distribuer la chaîne nationale.

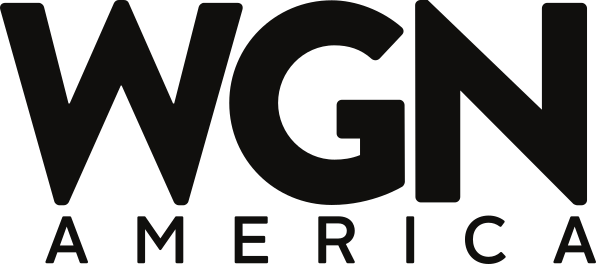
Logo de WGN America utilisé de janvier 2014 jusqu'à ce qu'il soit renommé NewsNation en mars 2021.

En 2017, Sinclair Broadcast Group annonce son intention de racheter Tribune, et repositionne la santé financière de WGN America en annulant les séries originales coûteuses, et de remplacer par des émissions dont le coût des droits sont inférieurs. Quelques mois plus tard, Tribune met fin aux négociations avec Sinclair.
Tribune est acheté par Nexstar Media Group en 2019. Des émissions NewsNation sont ajoutées à la programmation à l'automne 2020 afin de tester le marché, et la chaîne adopte le nom de l'émission le 1er mars 2021.
En 2024, Nexstar annonce qu'à compter du 1er juin de cette même année, la chaîne proposera des informations, des opinions et des analyses 24 heures sur 24, sept jours sur sept.

## Programmation

### Sports
WGN America permet la diffusion d'un certain nombre de rencontres sportives des équipes de Chicago ; en baseball, WGN America diffuse tous les matchs des Cubs et des White Sox, les deux équipes de ligues majeures de la ville. Elle diffuse également un certain nombre de rencontres des Bulls en basket-ball (NBA) ainsi que des matchs des Blackhawks en Ligue nationale de hockey (LNH).

### Séries originales (WGN America)
- Salem (drame, 2014–2017)
- Manhattan (drame, 2014–2015)
- Outsiders (drame, 2016–2017)
- Underground (drame de période, 2016–2017)

### Première diffusion
- Gone (coproduction Allemagne-France-États-Unis, 2019)